# کلینامن
کلینامن (Clinamen) عبارتی است که لوکرتیوس برای پیش‌بینی انحراف مسیر اتمها، از آن استفاده کرده‌است. این نظریه بدین ترتیب مطرح می‌شود تا درباره برخورد اتم‌ها و شیوه انحرافشان از مسیرهای ثابت بحث کند. این نظریه همچنین بیان می‌کند که در صورت عدم انحراف اتم‌ها، هیچ‌گاه دنیای مادی به وجود نمی‌آمد. لوکرتیوس در قالب این دیدگاه، نخستین بار نظریه آشوب را مطرح کرد.